# Malterhausen
Malterhausen ist ein Ortsteil der Gemeinde Niedergörsdorf im Landkreis Teltow-Fläming im Bundesland Brandenburg.

## Lage
Malterhausen liegt zehn Kilometer westlich von Jüterbog und fünf Kilometer nordwestlich von Niedergörsdorf. Die Nachbarorte sind Lindow im Westen, Tiefenbrunnen im Norden, Altes Lager im Osten und Kaltenborn im Süden. Die Bundesstraße 102 führt nördlich der Gemarkung in West-Ost-Richtung am Ort vorbei.

## Geschichte und Etymologie

### 13. bis 16. Jahrhundert
Am Dorfplatz wurden Gruben aus der Bronzezeit gefunden, die erste Erwähnung war 1225 als in Malderhusen. Laut alten Aufzeichnungen bestand das „Dorf“ anfänglich nur aus einer kleinen Kate. Ein Mann namens Malter hatte dort sein Lager aufgeschlagen, daher der Name Malter sin Husen, das später in Malterhausen umbenannt wurde. Das Stückchen Land, das er sein Eigen nannte und von dessen Punkt aus sich Malterhausen aufbaute, war der höchste Punkt im Ort, noch heute stehen dort Häuser (neben dem Friedhof). Das Dorf („villa dicte Maderhusen“) gehörte bis 1339 dem Kloster Zinna, danach zum unmittelbaren Besitz des Erzbischofs von Magdeburgs, der es bis vor 1383 an die Familie von Thümen verlieh. Um 1383 bis 1400 gelangte das Dorf „mit allem Recht“ (1383) in den Besitz des Bürgers Gotz aus Jüterbog, danach ab 1400 wieder in den Besitz des Klosters, wenn auch nur als Pfandbesitz. Es wurde in dem benannten Jahr als wueste dorffsteden Malderhusen mit Wiesenwachs, Holz, Wasser und Weide bezeichnet. In den vergangenen Jahrzehnten waren jedoch Teile des Dorfes an verschiedene Eigentümer gelangt, die eine komplexe Eigentümerstruktur hervorriefen. Die Hebungen aus zwei Hufen (1225) lagen demnach bis 1225 in Brandenburg, gingen im genannten Jahr an das Kloster Zinna und wurden anschließend wohl mit dem erstgenannten Anteil vereint. Weitere Hebungen erhielt vor 1368 bis nach 1383 der Bürger Krüger aus Jüterbog. Er erhielt zunächst fünf Wispel Roggen (1368), anschließend Hebungen von sechs Hufen. Von dort erhielt er von jeder Hufe fünf Scheffel Roggen und fünf Scheffel Hafer (1383). Dieser Anteil ging anschließend an den Landesherren bzw. später an das Amt. Ein vierter Anteil über zwei Hufen lag vor 1368 in Wittenberg und ging ebenfalls an den Landesherren bzw. das Amt. Der Richter von Zeuden aus Jüterbog besaß vor 1368 bis nach 1383 Hebungen aus 5 1⁄2 Hufen. Von dort erhielt er von jeder Hufe sechs Scheffel Roggen und sechs Scheffel Hafer (1368) bzw. Hebungen aus vier Hufen – ebenfalls von jeder Hufe je sechs Scheffel Roggen und Hafer (1383). Dieser Anteil fiel ebenfalls an den Landesherren. Einen sechsten Anteil besaß der Bürger Schütze aus Jüterbog. Er erhielt vor 1383 von zwei Hufen die Hebungen, jeweils fünf Scheffel Roggen und sechs Scheffel Hafer (1383), bevor auch dieser Anteil an das Land fiel. Der siebte Anteil stand bis 1464 einem Bürger von Aken aus Berlin zu. Er ging von 1464 bis 1467 an die von der Zauche, danach bis nach 1848 an den Bürger Wilmersdorf aus Jüterbog, zuletzt in Petrikau und Laudau bei Odessa. Dieser Anteil bestand aus Hebungen aus zwei Hufen, die je drei Scheffel Roggen und Hafer gaben (1464). Der letzte Anteil gehörte bis 1475 dem Bürger Dalichow aus Jüterbog, der es bis 1505 an die Familie Greve, danach von 1505 bis 1514 an die Familie Wilke und bis 1558 an den Kanzleischreiber Freudemann und seine Erben weitergab. Sie waren ebenfalls Bürger von Jüterbog. Von dort gelangte der Anteil bis nach 1755 an die Familie von Schönermark. Die Abgaben beliefen sich auf Hebungen aus sechs Hufen, die je zehn Scheffel, halb Roggen, halb Hafer gaben (1475).
Anschließend gab es über viele Jahrzehnte bislang keine weiteren Überlieferungen. Im Jahr 1561 wurde das Dorf erneut als wüste Feldmark bezeichnet. Dem Pfarrer in Kaltenborn standen zwei Hufen auf der wüsten Feldmark zur Verfügung, während die Kirche in Kaltenborn auf zwei Morgen (Mg) zurückgreifen konnte. Diese wurden mit drei Scheffel Roggen besät. 1568 besaß der Schulze in Kaltenborn zwei abgabenfreie Hufen in Malterhausen, die in den Akten als „vonn denn Malderhusischen hufenn“ bezeichnet wurden.

### 17. Jahrhundert
Die wüste Feldmark war demnach auch vom Dreißigjährigen Krieg praktisch nicht betroffen. Ausweislich des Erbbuches des Amtes Zinna aus dem Jahr 1642 gab es im Jahr 1648 im Ort lediglich vier Höfe, von denen zwei wüst lagen. Aus Kaltenborn wurden nach wie vor zweimal drei und zweimal eine wüste Hufe in Malterborn bewirtschaftet. Die beiden Fünfdorfhufner lagen ebenfalls wüst, ebenso der Vierdorfhufner. Die Gemarkung war zu dieser Zeit 24 Hufen groß. Bis 1661 gab es kaum Veränderungen. Die Fläche war auf 23 Hufen geschrumpft, die vier Einwohner aus Kaltenborn hatten zweimal drei und zweimal eine Wüste Hufe in Malterhausen. Der Schulze in Lindow besaß zwei Lehnhufen, zwei Fünfdorfhufner hatten je drei fünf Fünfdorfhufner je zwei, ein Vierdorfhufner drei und ein Vierdorfhufner zwei wüste Hufen in Malterhausen. Im Jahr 1699 erschien die nach wie vor wüste Feldmark mit einer Größe von mittlerweile 36 Hufen, auf denen zwei je vier Scheffel Aussaat ausgebracht wurden, die aber wohl überwiegend mit Wald bewachsen war.

### 18. Jahrhundert
1702 wurde die Gemarkung vom Amt Jüterbog als Lehen an den Superintendenten und Oberpfarrer Wülknis aus Jüterbog vergeben. Er setzte sich ab 1708 für den Wiederaufbau ein, erhielt die Ober- und Untergerichtsbarkeit, das Recht, den Ort mit „Untertanen“ zu besetzen, Schafe zu halten sowie eine Windmühle und einen Krug anzulegen. Das Platzdorf wurde ab 1708 mit Gutshaus und Kapelle errichtet. Seine Arbeit setzte von 1712 bis 1752 der Bürgermeister Meusel aus Luckau und seine Erben fort. In dieser Zeit lebten im Jahr 1746 im Ort zwei Kossäten, zwei Häusler und der Windmüller. Anschließend kam die briefadelige Familie von Buchholtz, 1765 zu Wien nobilitiert, bis 1853 in den Ort. In dieser Zeit erschien im Jahr 1768 erstmals die Bezeichnung Malterhausen. Es folgte ein wirtschaftlicher Aufschwung, da im Jahr 1777 bereits zwölf angesessene Einwohner gezählt wurden: drei Hufner und neun Kossäten. Hinzu kamen sechs Häusler, die königlichen Grund und Boden erhielten.

### 19. Jahrhundert
Im Jahr 1800 berichtete eine Statistik von 36 Hufen, auf denen 18 Pferde, 34 Kühe und 300 Schafe gehalten wurden. Bis zum Jahr 1816 – Malterhausen kam zu Preußen – hatten sich im Ort einige Gewerke angesiedelt. Neben der Windmühle gab es einen Zimmermann, einen Schmied und einen Schuhmacher; 1819 standen in Malterhausen insgesamt 14 Häuser. Eine weitere Statistik aus dem Jahr 1836 zählte einen Schmied mit einem Lehrling, eine Windmühle mit einem Lehrling, sieben Zimmergesellen, einen Leineweber mit einem Stuhl sowie einen Schuhflicker auf. Im Jahr 1837 standen im Dorf und Rittergut 24 Wohnhäuser. Von 1853 bis nach 1857 übernahm die anhaltinische Adelsfamilie von Lattorf das Dorf, unter Hermann von Lattorf. Das Ortschaftsverzeichnis von 1858 führte für das Dorf zwei öffentliche, 55 Wohn- und 50 Wirtschaftsgebäude auf, darunter eine Getreidemühle. Im Gut standen vier Wohn- und neun Wirtschaftsgebäude, darunter eine Brennerei und eine Ziegelei, welche dem neuen Gutsherrn Zimmermann gehörte. Außerdem gab es einen Abbau mit einer Ziegelei. Das Dorf war dabei 750 Mg groß, darunter 27 Mg Gehöfte, 24 Mg Gartenland und 699 Mg Acker. Das Gut war 2181 Mg groß: 14 Mg Gehöfte, 2 Mg Gartenland, 1406 Mg Acker und 759 Mg Wald. Die Kapelle wurde 1883 abgebrochen. Malterhausen bestand im Jahr 1891 aus dem Dorf, dem Gut sowie der Ziegelei. Malterhausen dehnte sich in der ersten Hälfte des 19. Jahrhunderts in nördliche Richtung, in der zweiten Hälfte in südlicher Richtung, aus. 1890 waren 59 Einwohner ansässig.

### 20. Jahrhundert
Aus dem Viehstands- und Obstbaumlexikon ist bekannt, dass im Jahr 1900 im Dorf 69 und im Gut zwei Häuser standen. Im Dorf lebten ein Altsitzer, ein Bauunternehmer, dem zwei Hektar Land gehörten sowie ein Büdner und Maurer, der ebenfalls zwei Hektar bewirtschaftete. Es gab zwei Großgärtner mit 13,10 Hektar bzw. 12 Hektar, einen Großgärtner und Windmüller mit 13,38 Hektar, zwei Halbkossäten mit 14,25 Hektar und 13,75 Hektar sowie einen Halbkossäten, der auch als Gastwirt arbeitete und 20,24 Hektar bewirtschaftete. Ein Kossät besaß 32,25 Hektar, es gab einen Lehrer, einen Materialwarenhändler mit sieben Hektar sowie einen Schmiedemeister mit 10,22 Hektar Land. Im Gut arbeitete ein Brenner, ein Gärtner sowie ein Inspektor. Dem Gutsbesitzer gehörten 573,95 Hektar, dem Pächter 269,75 Hektar. Im Jahr 1928 wurde das Gut mit dem Dorf vereinigt. Ein Jahr später kamen aus dem Gutsbezirk Zinna Forst das Forstgut Malterhausen mit rund 274 Hektar Land hinzu. Das Gemeindelexikon aus dem Jahr 1932 führt für das Jahr 1931 insgesamt 84 Wohnhäuser mit 114 Haushaltungen in der Landgemeinde auf. Ab 1936 wurde die Aufbausiedlung für Bedienstete des Flugplatzes Niedergörsdorf errichtet. Im Jahr 1939 gab es im Dorf einen land- und forstwirtschaftlichen Betrieb, der größer als 100 Hektar war. Fünf weitere Betriebe waren zwischen 20 und 100 Hektar groß, 16 Betriebe zwischen 10 und 20 Hektar, zwei Betriebe zwischen 5 und 10 Hektar sowie 50(!) Betriebe zwischen 0,5 und 5 Hektar.
Nach dem Zweiten Weltkrieg wurden 257 Hektar enteignet: 167 Hektar Acker, 51,8 Hektar Wald, 1,7 Hektar Hofräume und 35 Hektar Wege und Ödland. Hiervor erhielten 13 landlose Bauern und Landarbeiter insgesamt 78,1 Hektar. Weitere 93,3 Hektar gingen an 27 landarme Bauern, 39,8 Hektar an sieben Umsiedler, 1,2 Hektar an drei nichtlandwirtschaftliche Arbeiter und Angestellte, 8,7 Hektar Waldzulage an fünf Altbauern, 9,7 Hektar an die Gemeinde und 2,1 Hektar an den Bodenfonds. Die verbleibenden 24,2 Hektar wurden für militärische Zwecke genutzt. Im Jahr 1954 gründete sich eine LPG Typ I mit sechs Mitgliedern und 29 Hektar Fläche, die 1956 an die LPG Typ I in Lindow angeschlossen wurde. Ein Jahr später gründete sich eine LPG Typ III mit neun Mitgliedern und 30 Hektar Fläche sowie eine dritte LPG Typ I mit acht Mitgliedern und 47 Hektar Fläche. Beide wurden 1959 an die LPG Typ III in Lindow angeschlossen. Im Jahr 1960 bestand die LPG Typ III Malterhausen-Lindow sowie die LPG Typ I mit 18 Mitgliedern und 74 Hektar Fläche. Diese wurde 1967 an die LPG Typ III Malterhausen-Lindow angeschlossen. Zwischenzeitlich wurde der Ortsteil Lindow im Jahr 1962 eingemeindet. Im Jahr 1983 bestanden die LPG Malterhausen, Sitz Lindow mit der Brigade Kaltenborn und der Werkstatt Malterhausen. Ab 1992 war Malterhausen Teil des Amtes und ab 1998 Teil der Gemeinde Niedergörsdorf.

## Bevölkerungsentwicklung
| Jahr      | 1817 | 1837 | 1858                | 1871       | 1885       | 1895       | 1905        | 1925 | 1939 | 1946 | 1964 | 1971 | 1981 |
| Einwohner | 248  | 271  | Dorf 350 und Gut 34 | 334 und 31 | 345 und 30 | 363 und 58 | 327 und 104 | 415  | 755  | 883  | 844  | 831  | 718  |

## Sehenswürdigkeiten und Kultur

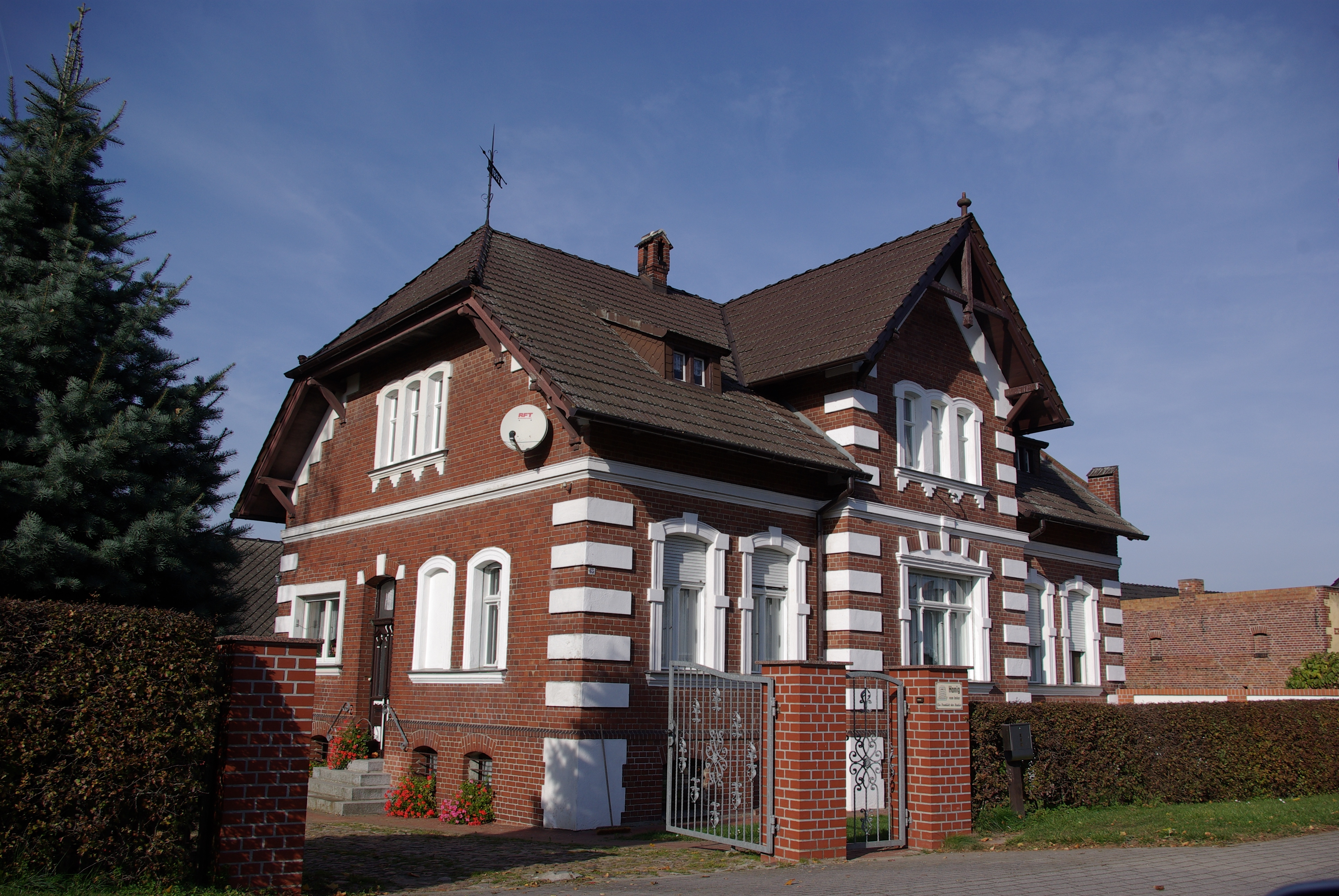
Wohnhaus in der Dorfstraße 65

- Das Wohnhaus in der Dorfstraße 65 wurde 1902 erbaut und steht unter Denkmalschutz. Es ist ein eingeschossiges Haus mit einem Krüppelwalmdach. Die Fassade ist geprägt von einem Risalit mit einem Giebel.